# Traudel Pichler
Traudel Pichler (* 13. Oktober 1941 in Mülheim an der Ruhr; † 1. Juli 2002 in Wien) war eine österreichische akademische Grafikerin und Malerin sowie Professorin an der Akademie der bildenden Künste Wien.

## Leben
Traudel Pichler studierte von 1960 bis 1961 an der Staatlichen Akademie der Bildenden Künste Karlsruhe und von 1961 bis 1965 an der Akademie der bildenden Künste Wien. 1969 erhielt sie einen Lehrauftrag, 1972 eine Assistentenstelle und ab 1992 war sie dort Professorin.
Traudel Pichler lebte und arbeitete in Wien und Ziersdorf.

## Preise
- 1969: Förderungspreis für Malerei des Landes Niederösterreich
- 1975: Förderungspreis zum Österreichischen Staatspreis für Malerei
- 1983: Niederösterreichischer Kulturpreis

## Sammlungen

### Österreich
- Museum der Moderne Salzburg
- Sammlung Essl, Kunsthaus, Klosterneuburg
- Niederösterreichisches Landesmuseum, St. Pölten
- MUSA Museum auf Abruf, Wien
- Sammlung Siblik
- Sammlung Hainz

### Deutschland
- Sammlung Pichler